# متحف ملوي
أنشئ في 23 يونيو 1962 بمدينة ملوي بمحافظة المنيا في عهد الرئيس الراحل جمال عبد الناصر ويشتمل على الآثار التي تمثل العصور المختلفة .تعد منطقة ملوي إحدى المناطق الأثرية الهامة في مصر، حيث كانت هذه المنطقة مسرحا ل لحضارات الفرعونية والإغريقية والرومانية. ففي منطقتي الأشمونين وتونا الجبل ترك آباؤنا وأجدادنا آثار باقية على مر العصور. واعتزازا بالماضي وأمجاده وحفاظا على هذا التراث الخالد تم افتتاح متحف آثار ملوي الإقليمي في 23 يوليو 1963 ليضم في قاعاته الأربعة الآثار المستخرجة من مناطق تونا الجبل والأشمونين ومير، وليعتبر مرآة صادقة تعكس صورة ما كانت عليه هذه المنطقة في العصرين اليوناني والروماني وكذلك بعض القطع الأثرية من عصر الدولة القديمة وعصر العمارنة.ويتكون من طابقين بهما أربع قاعات عرضت بها الآثار الفرعونية واليونانية والرومانية والقبطية وآثار تونا الجبل والأشمونين وتل العمارنة وآثار مصر الوسطى. تعرضالمتحف للسرقة في عامي 2011 و2013، وتمت إعادة افتتاحه في 22 سبتمبر 2016 بعد استعادة 900 قطعة أثرية من أصل 1003 تمت سرقتها.